# Trainingsgeneeskunde & Trainingsfysiologie
Trainingsgeneeskunde & Trainingsfysiologie (TGTF) is een onderdeel van de Nederlandse Koninklijke Landmacht, bestaande uit een afdeling Trainingsgeneeskunde (TG) en een afdeling Trainingsfysiologie (TF). SMA Defensie valt onder de afdeling TG. Vanuit de militaire sportgeneeskunde en trainingsfysiologie werkt TGTF aan de verbetering van de fysieke en mentale inzetbaarheid, fitheid en daaraan gerelateerde gezondheid van individuen en eenheden, gericht op het grondgebonden optreden voor de gehele krijgsmacht.

## Achtergrond
Bij de afdeling TF, het kenniscentrum, werken bewegingswetenschappers en gezondheidswetenschappers. Zij verrichten onderzoek voor Defensie op het gebied van fysieke belasting en belastbaarheid van militairen. Dit is zowel op onderzoeksgebied als op individueel gebied. Zo was de afdeling verantwoordelijk voor het afnemen van alternatieve conditietesten voor militairen die niet aan de algemene Defensie Conditie Proef kunnen deelnemen, maar werd ook het beleid voor revalidatie van militairen in opleiding geëvalueerd. In de loop van de jaren zijn de verantwoordelijkheden van TGTF uitgebreid.

## Militaire sportzorg
SMA Defensie is het sportmedisch adviescentrum binnen de militaire gezondheidszorg en verzorgt alle aspecten van militaire sportgeneeskunde. Het centrum beschikt over uitgebreide testmogelijkheden. Er zijn traditionele inspanningstesten op de fiets en loopband mogelijk, eventueel met ECG en/of met gaswisselingsmeting (VO2max). Daarnaast beschikt SMA Defensie over apparatuur voor isometrische krachtmeting, die vaak wordt gebruikt bij schouder-, rug- en knieproblematiek.